# Dálnice 79 (Izrael)
Dálnice 79, přesněji spíš Silnice 79 (hebrejsky: 79 כביש, Kviš 79) je silniční spojení nikoliv dálničního typu (absence vícečetných jízdních pruhů a mimoúrovňových křižovatek) v severním Izraeli, o délce 27 kilometrů.

## Trasa silnice
Začíná na východním okraji aglomerace Haify, respektive shluku satelitních měst Krajot, kde vybíhá z východního okraje města Kirjat Bialik, z dálnice číslo 4. Pokračuje pak jihovýchodním směrem napříč zemědělsky intenzivně využívaným Zebulunským údolím, ze severovýchodu míjí město Kirjat Ata. Potom stoupá do pahorkatiny Dolní Galileji. Z jihu míjí město Šfar'am a pokračuje zvlněnou krajinou směrem k aglomeraci Nazaretu, kde končí na jižním okraji města Mašhad.
Silnice postupně prochází stavebními úpravami a rozšiřováním, kterými se proměňuje zčásti na dálniční komunikaci. V roce 2009 byl například vypsán tendr na její rozšíření mezi křižovatkami ha-Movil a Somech. Má jít o investici za 500 milionů šekelů. Podél trasy silnice je výhledově plánováno trasování nové železniční tratě, která by měla spojit Haifu a centrální oblasti Galileje.